# Mieczysław Woźniak (żużlowiec)
Mieczysław Woźniak (ur. 1 stycznia 1952 w Gorzowie Wielkopolskim) – polski żużlowiec i trener sportu żużlowego.

## Życiorys
Wychowanek Stali Gorzów Wielkopolski. Licencję żużlową zdobył w 1971 roku. Zadebiutował w lidze 10 czerwca 1971 roku w meczu wyjazdowym przeciwko Polonii Bydgoszcz. W rozgrywkach o Drużynowe Mistrzostwo Polski startował do 1987 roku, reprezentując kluby Stali Gorzów Wielkopolski w sezonach 1971–1986 oraz Startu Gniezno w sezonach 1987–1989. W swoim dorobku posiada 12 medali Drużynowych Mistrzostw Polski: 6 złotych (1973, 1975, 1976, 1977, 1978, 1983), 5 srebrnych (1971, 1974, 1979, 1981, 1984) oraz 1 brązowy (1982), wszystkie zdobyte w barwach gorzowskiej Stali. Był również dwukrotnym medalistą Drużynowego Pucharu Polski: srebrnym (1979) i brązowym (1980).
W finałach Indywidualnych Mistrzostw Polski startował pięciokrotnie, dwukrotnie zdobywając medale: srebrny (1979) i brązowy (1977), oba finałowych turniejach rozgrywanych w Gorzowie Wielkopolskim. W pozostałych finałach Indywidualnych Mistrzostw Polski w 1975 roku zajął (XVI m.), w 1978 (V m.) i w 1981 roku (XIV m.). W 1977 roku wystąpił w eliminacjach Indywidualnych Mistrzostw Świata awansując do rozegranego w Gorzowie Wielkopolskim półfinału kontynentalnego (XII m.).
Finalista Młodzieżowych Indywidualnych Mistrzostw Polski w 1974 roku (IX m.) i 1973 (X m.), Złotego Kasku w 1976 (VIII m.) i 1978 (VII m.) oraz Srebrnego Kasku w 1973 roku (V m.), 1974 (X m.) i 1975 roku (IX m.).
W 1982 roku był rekordzistą gorzowskiego toru.
Po zakończeniu czynnej kariery sportowej był trenerem m.in. w Gnieźnie, Łodzi, Rzeszowie i Gorzowie Wielkopolskim. Obecnie od 2008 roku jest trenerem klubu miniżużlowego – GUKS Speedway Wawrów.